# Dysdera coiffaiti
Dysdera coiffaiti är en spindelart som beskrevs av Denis 1962. Dysdera coiffaiti ingår i släktet Dysdera och familjen ringögonspindlar.
Artens utbredningsområde är Madeira. Inga underarter finns listade i Catalogue of Life.